# Ferdinand Dahl
Ferdinand Kjellberg Dahl (Oslo, 17 de julio de 1998) es un deportista noruego que compite en esquí acrobático, especialista en la prueba de slopestyle.
Consiguió tres medallas en los X Games de Invierno. Participó en dos Juegos Olímpicos de Invierno, en los años 2018 y 2022, ocupando el octavo lugar en Pyeongchang 2018, en el slopestyle.

## Medallero internacional
| \| X Games de Invierno \| X Games de Invierno \| X Games de Invierno \| X Games de Invierno \| \| Año \| Lugar \| Medalla \| Prueba \| \| ------------------- \| ---------------------- \| ------------------- \| ------------------- \| \| 2019 \| Aspen (Estados Unidos) \| Medalla de bronce \| Slopestyle \| \| 2021 \| Aspen (Estados Unidos) \| Medalla de plata \| Slopestyle \| \| 2023 \| Aspen (Estados Unidos) \| Medalla de bronce \| Slopestyle \| |                        |                   |            |
| X Games de Invierno |                        |                   |            |
| Año | Lugar                  | Medalla           | Prueba     |
| 2019 | Aspen (Estados Unidos) | Medalla de bronce | Slopestyle |
| 2021 | Aspen (Estados Unidos) | Medalla de plata  | Slopestyle |
| 2023 | Aspen (Estados Unidos) | Medalla de bronce | Slopestyle |